# Ахмади, Фарида
Фарида Ахмади (род. 26 марта 1957, Кабул) — афганская писательница, спикер и активистка за права женщин, проживающая в Осло.
В 2008 году она опубликовала книгу «Крик молчания», в которой описывается опыт женщин-иммигрантов, среди прочего, в условиях изоляции, проблем со здоровьем и трудностей с получением постоянной работы. Ахмади является членом The Foreign Commission Federation of Afghan Refugee Organisations of Europe и основателем организации Global Happiness.
Ахмади приехала в Норвегию в качестве беженца в 1991 году, сначала на прием для беженцев в Хаугесунне, а затем в Осло, где она и поселилась. В 1994 году она основала организацию «Женщины против фундаментализма». В 2020 году она стала членом правления «Зелёного женского сообщества», входящего в состав Партии Зеленые в защиту окружающей среды.

## Тюрьма
За свой вклад в защиту прав человека и демократии она побывала в тюрьмах как в Афганистане, так и в Пакистане
Она дважды попадала в тюрьму в Афганистане. Первый раз её арестовали ещё студенткой на демонстрации против советской оккупации. Второй раз когда её арестовали в Афганистане, её так же пытали. Поэтому 16 декабря 1982 года она посетила Постоянный народный трибунал Сорбоннского университета в Париже, чтобы рассказать о пытках, которым подвергалась она и другие женщины, а также о других арестах женщин, совершенных оккупационными властями.
Ахмади также попала в тюрьму в Пакистане. Когда советские войска покинули Афганистан и демократическое движение выступило за более свободное государство, многие были убиты и арестованы. Ахмади была арестована среди ряда других представителей интеллигенции. Amnesty International активно работала над освобождением Ахмади из тюрьмы в Пакистане. Выйдя из тюрьмы в Пакистане, она сбежала в Норвегию.

## Образование
Ахмади училась в высшей школе Малали в Кабуле, международной школе в Кабуле, с преподаванием на французском языке. Таким образом, Ахмади свободно говорит по-французски, а также читает лекции на французском языке.
В Афганистане она четыре года изучала медицину (стоматологию) в Кабульском университете (1978—1982). Обучение было прервано советским вторжением в Кабул в 1982 году. Будучи студентом-медиком, Ахмади занималась медико-санитарной работой в афганских районах, в основном связанной с работой с женщинами и детьми.
В Осло она получила степень магистра социальной антропологии в Университете Осло (2006).

## Авторство

### Крик молчания (2008)
Её книга «Крик молчания: потребность женщин из числа меньшинств в признании» была написана в связи с её магистерской диссертацией и опубликована в 2008 году. В книге Ахмади изображает дискриминацию в норвежском обществе всеобщего благосостояния через жизни женщин-иммигрантов. Она описывает их трудности, связанные с получением работы, финансами, пониманием новых политических и институциональных систем, а также часто с небольшой степенью свободы в собственных домах. Она также подробно останавливается на проблемах, связанных с предрассудками в общественной сфере, например, у врача, в школе или в средствах массовой информации. Ахмади связывает эти проблемы с проблемами женского здоровья и считает Норвегию страной с большими классовыми различиями.
Будучи студенткой-медиком в Афганистане, Ахмади часто сталкивалась с проблемами со здоровьем у женщин, но они часто были связаны с обстоятельствами, характеризующимися войной, бедностью, религиозным фундаментализмом и отсутствием знаний и здравоохранения. Ахмади описывает, как она была удивлена количеством женщин-иммигрантов с похожими симптомами, когда она приехала в Норвегию в начале 90-х годов
Ахмади иллюстрирует, как эти проблемы приводят к проблемам со здоровьем у женщин из числа меньшинств. Она считает, что мультикультурализм действует как эффект домино, который создает больше боли и страданий. Она пишет, что мужчины «вместе с женщинами увлечены мультикультурализмом. Они испытывают другие виды давления, такие как бедность, безработица и отсутствие принадлежности. Мультикультурализм как вводящая в заблуждение политика производит эффект домино».
Она так же считает, что мультикультурализм относится к существованию различных культурных или этнических групп в обществе. Это стратегия управления, которая контролирует отношения с иммигрантами и беженцами во многих западных странах. Термин «мультикультурализм» появился у канадского социал-демократа Тайлера. Вначале мультикультурализм использовался в качестве компромисса, например, для франкоязычных жителей Квебека, которые боролись за признание своего родного языка. Этот термин уже давно не имеет положительного заряда, но изменил значение. Теперь мультикультурализм является своего рода скрытым преступлением против культурного релятивизма и причиняет больше боли и страданий большинству и меньшинствам, особенно женщинам. В персидском языке это связано со следующей пословицей: «Убить хлопком». Сегодня, по словам Томаса Хилланда Эриксена, этот термин подобен «апартеиду» с добрым лицом.
Она воспринимает Норвегию как страну с классовыми различиями, но интерпретирует мультикультурализм в Норвегии как неофициальное явление. В книге она пишет, что «мультикультурализм — это неправильно понятая политическая стратегия, потому что она создает дисбаланс в общественном договоре, который является частью основы демократии, какой мы её знаем сегодня». Таким образом, мультикультурализм создает дисбаланс между правами и обязанностями в обществе.
«Крик молчания» был написан на норвежском (букмол), но с тех пор был переведен на английский, фарси и японский.
По книге также был поставлен спектакль, который состоялся в Осло 22 и 23 сентября 2018. Над спектаклем работали Nordic Black Theatre в сотрудничестве с Production Han из Японии и Фаридиной сестрой.

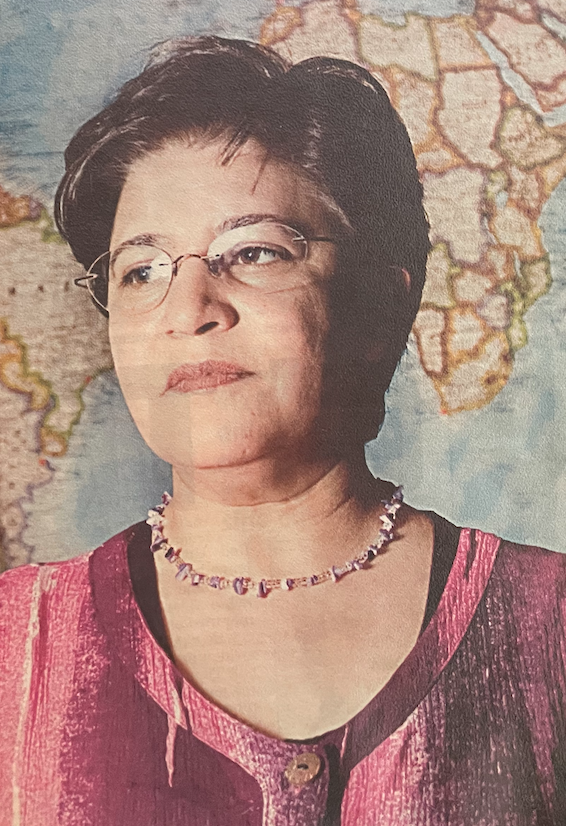

#### Неограниченное количество овощей и зелени (2012)
В 2012 году Лавлин Рихель Бренна, как глава Seema AS, опубликовала книгу «Неограниченное количество овощей и зелени»; в сотрудничестве с Det norske hageselskap в качестве подарка королеве Соне на её 75-летие. Фарида Ахмади и многие другие женщины из числа меньшинств внесли свой вклад в сотрудничество. В книге представлены знания женщин об овощах и травах разных народов и о том, как их использовать в Норвегии. Вкладом Ахмади был пост о том, что еда — это ещё и культура. Она представила десерт «Мир и справедливость» из Афганистана и рассказала, как с этим десертом женщины 80 лет боролись за независимость Афганистана.

## Global Happiness
В 2017 году она основала организацию Global Happiness с целью увеличения вклада в мир и счастье на земле.